# 訃報 2008年8月
訃報 2008年8月（ふほう 2008ねん8がつ）では、2008年8月中に物故した、又は物故が報じられた人物についてまとめる。

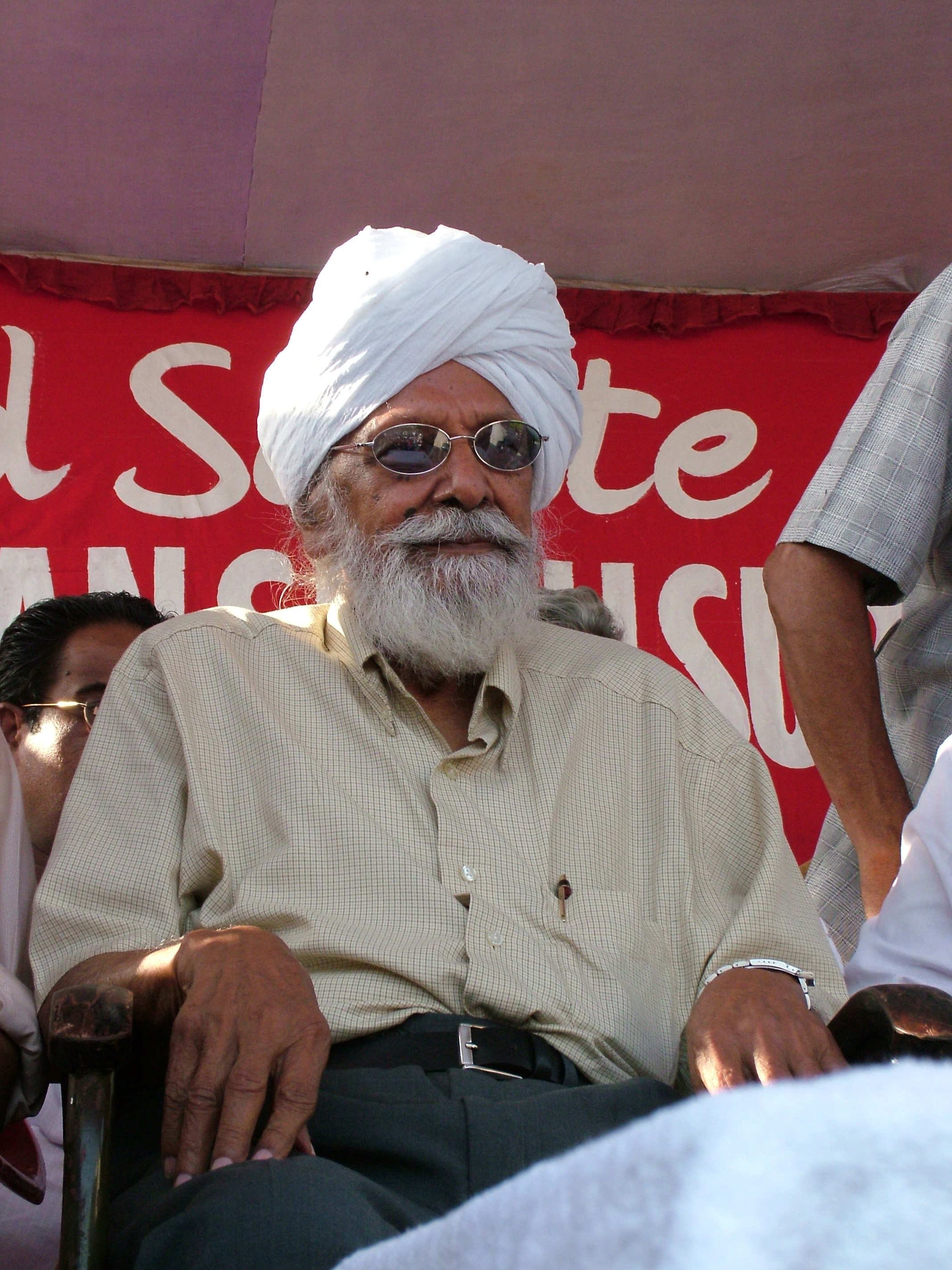
ハルキシャン・シン・スルジート／8月1日没

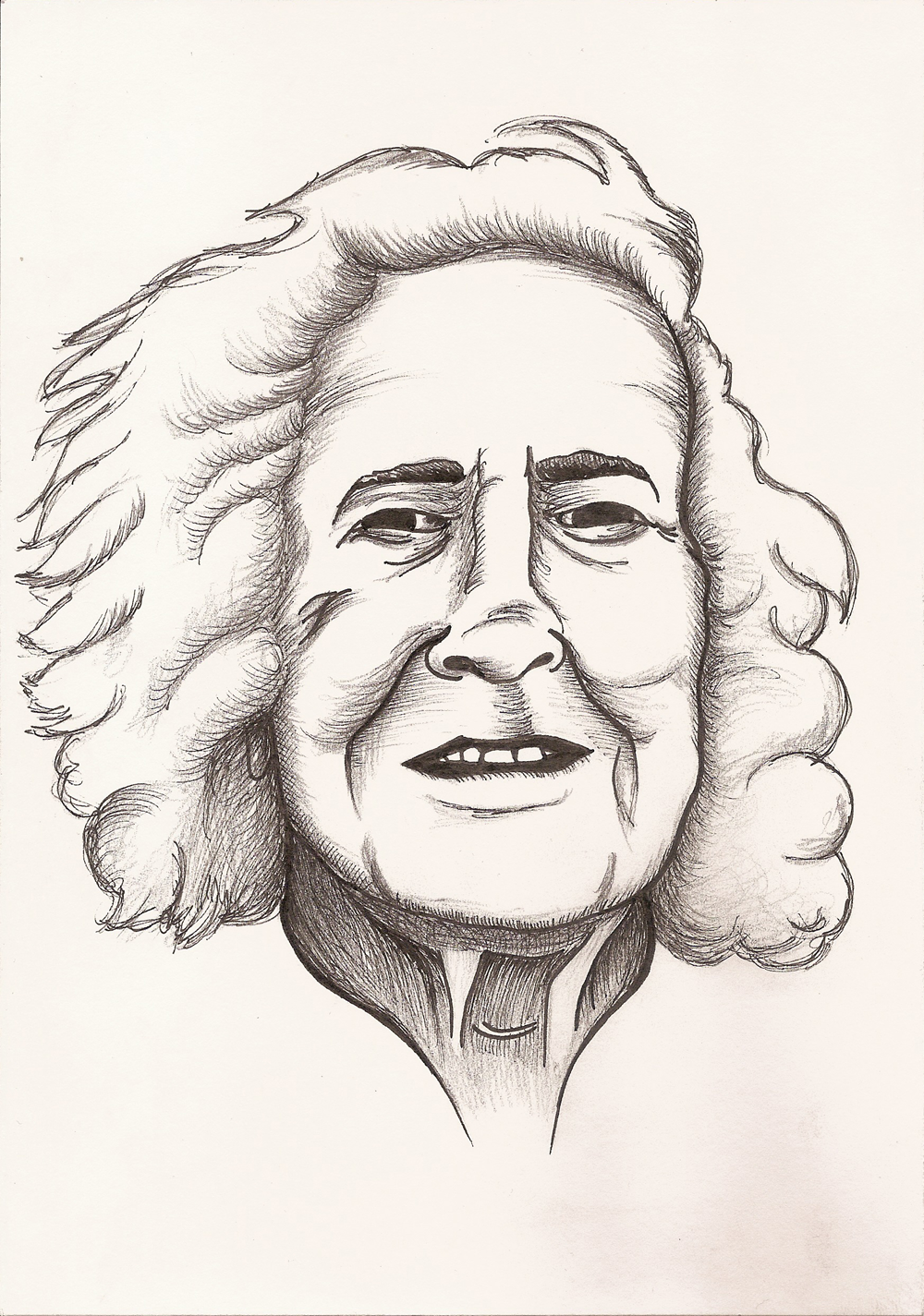
ポーリン・ベインズ／8月1日没

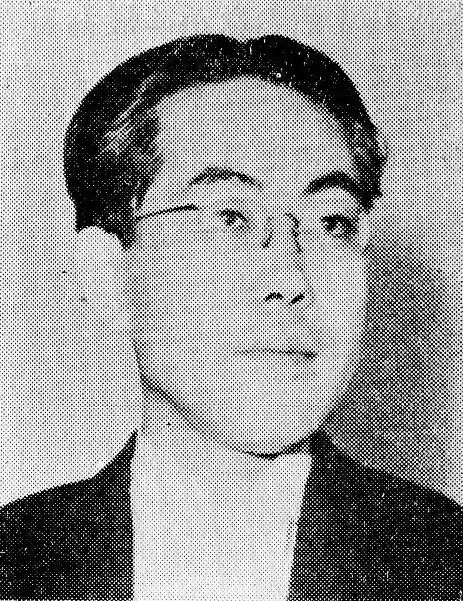
服部正／8月2日没

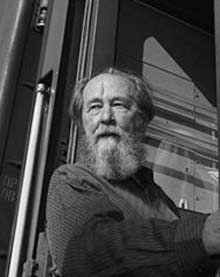
アレクサンドル・ソルジェニーツィン／8月3日没

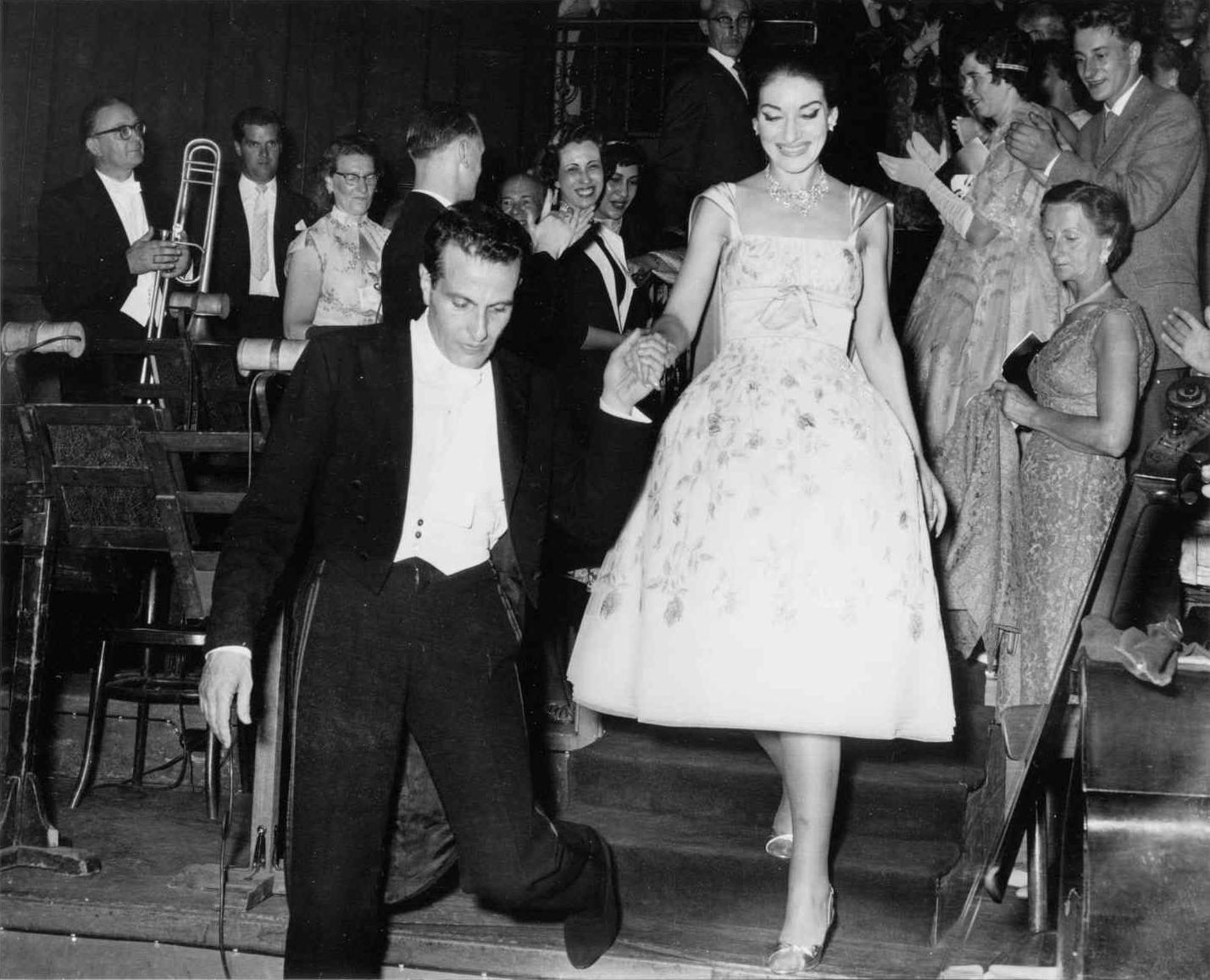
ニコラ・レッシーニョ（左）／8月4日没

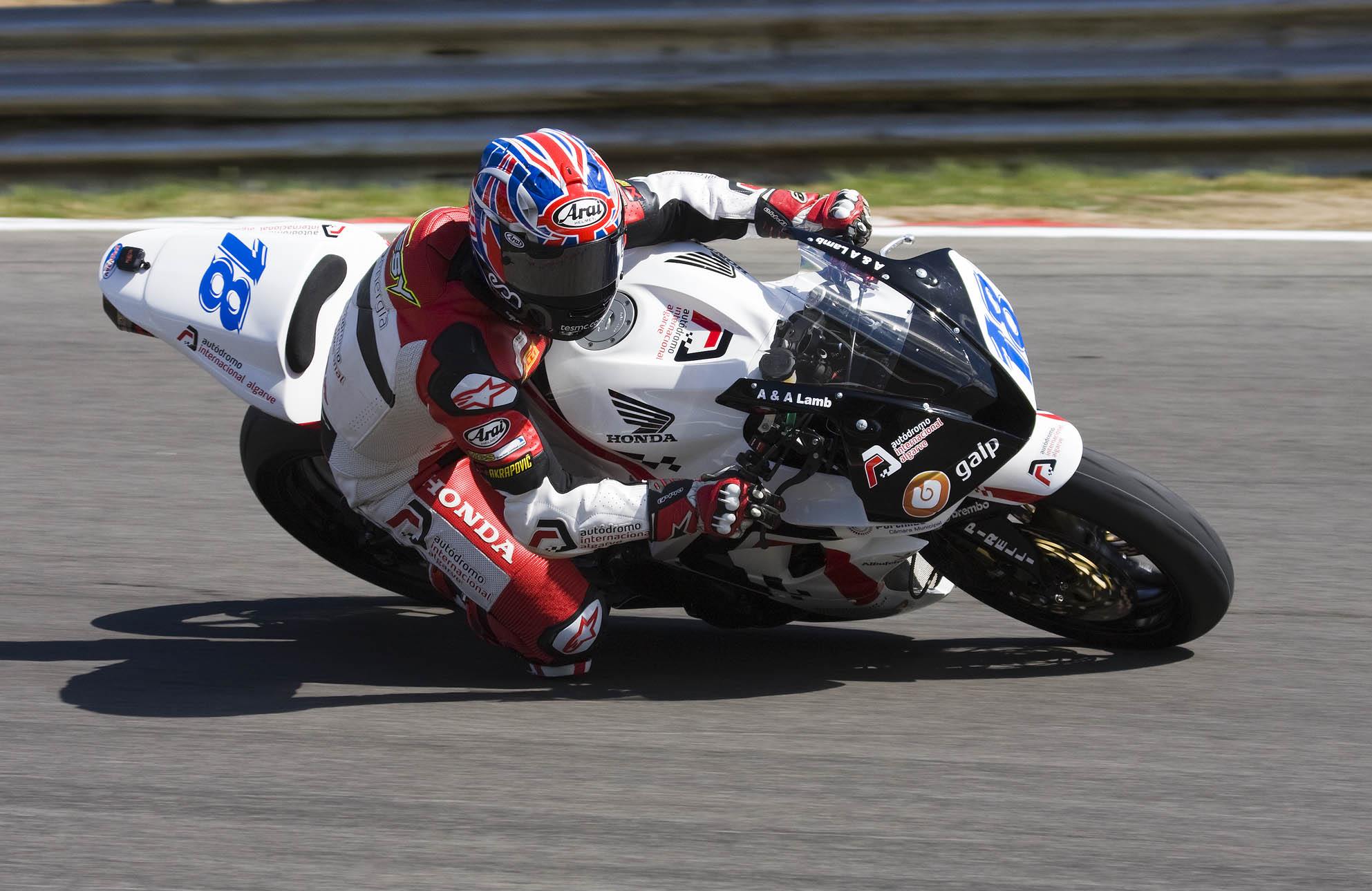
クレイグ・ジョーンズ／8月4日没

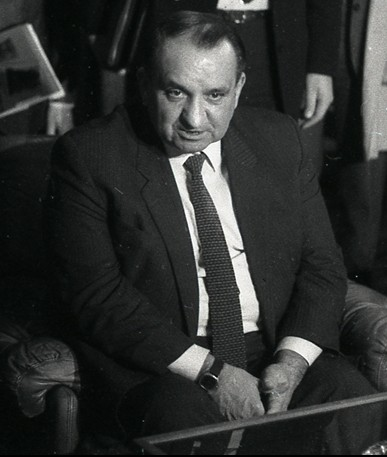
フレート・ジノヴァツ／8月11日没

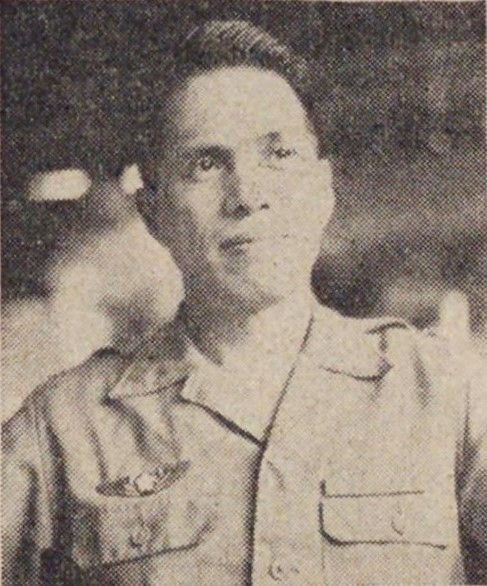
白川元春／8月18日没

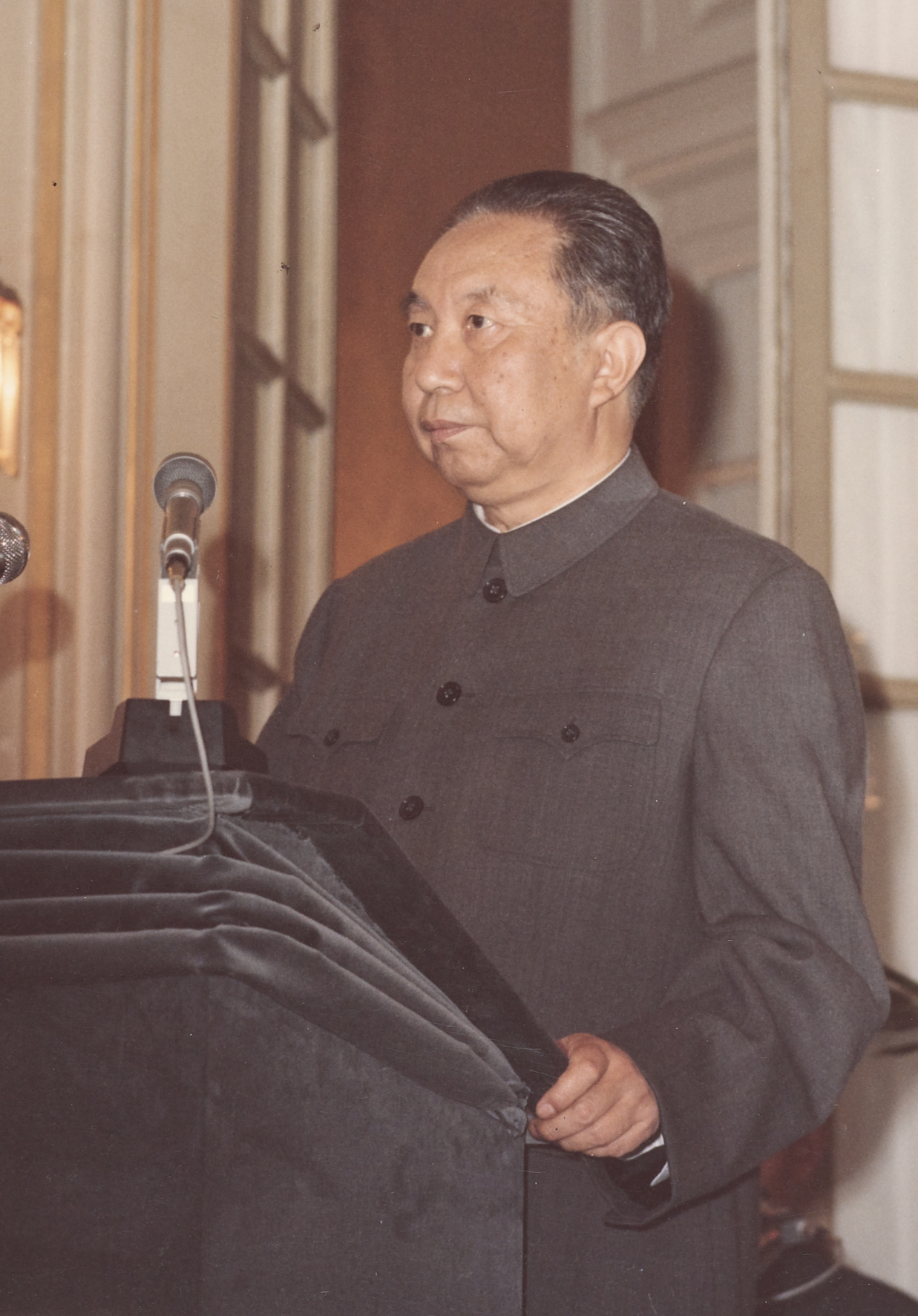
華國鋒／8月20日没

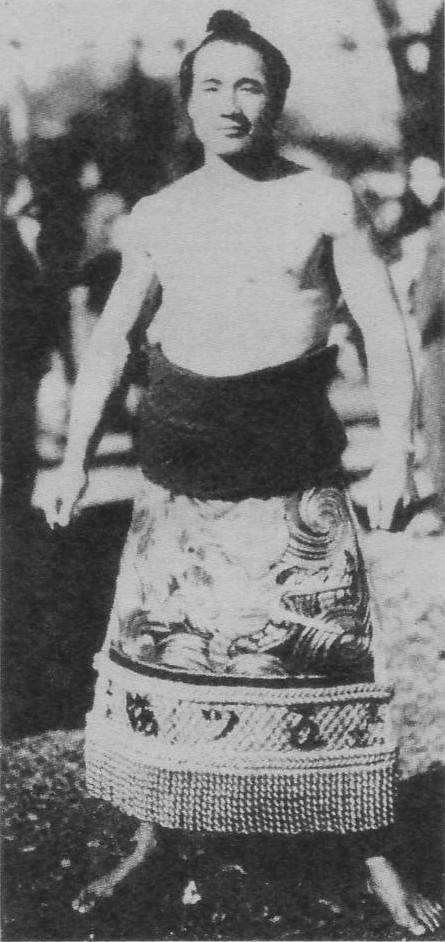
五ツ海義男／8月29日没

## （1日 - 15日）
- 8月1日 - ハルキシャン・シン・スルジート（Harkishan Singh Surjeet）、インドの政治家（* 1916年）
- 8月1日 - ポーリン・ベインズ、イギリスのイラストレーター（* 1922年）
- 8月1日 - 蜂須賀弘久、京都教育大学元学長（* 1929年）
- 8月2日 - 服部正、作曲家（* 1908年）
- 8月2日 - ヘルガ・ギトマルク（Helga Gitmark）、ノルウェーの政治家（* 1929年）
- 8月2日 - 赤塚不二夫、漫画家（* 1935年）
- 8月2日 - 三村晴彦、映画監督（* 1937年）
- 8月2日 - 山根義紘、日テレ7社長、元日本テレビチーフプロデューサー（* 1945年?）
- 8月2日 - 金杉太朗、俳優（* 1974年）
- 8月3日 - アレクサンドル・ソルジェニーツィン、ロシア連邦の小説家（* 1918年）
- 8月3日 - 木野工、小説家（* 1920年）
- 8月3日 - ルイス・タイシャー（Louis Teicher）、アメリカ合衆国のピアニスト（* 1924年）
- 8月3日 - エリック・ダーリン（Erik Darling）、アメリカ合衆国のフォークソングミュージシャン・作詞家（* 1933年）
- 8月4日 - 岡島三郎、東京都立大学 (1949-2011)名誉教授（* 1908年）
- 8月4日 - 三嶋榮、王子製紙元会長（* 1910年）
- 8月4日 - ニコラ・レッシーニョ、アメリカ合衆国出身の指揮者（* 1916年）
- 8月4日 - 塩澤大定、臨済宗南禅寺派前管長（* 1920年）
- 8月4日 - コンスタンティン・クリメッツ（Konstantin Krimets）、ロシア連邦の作曲家（* 1940年）
- 8月4日 - 河井英里、歌手（* 1965年）
- 8月4日 - クレイグ・ジョーンズ、イギリスのレーサー（* 1985年）
- 8月5日 - エバ・プフルーク（Eva Pflug）、ドイツの女優（* 1929年）
- 8月6日 - 竹山恭二、映像作家（* 1931年）
- 8月6日 - ジャド・テイラー（Jud Taylor）、アメリカ合衆国の俳優・ディレクター（* 1932年）
- 8月6日 - 水原英子、舞台女優（* 1942年）
- 8月6日 - 持永哲志、宮崎県知事選挙元立候補者、政治運動家（* 1960年）
- 8月7日 - 重田保夫、皇室元侍従（* 1927年）
- 8月7日 - バーニー・ブリルスタイン（Bernie Brillstein）、アメリカ合衆国の映画プロデューサー（* 1931年）
- 8月7日 - サイモン・グレイ（Simon Gray）、イギリスの脚本家（* 1936年）
- 8月7日 - アンドレア・ピニンファリーナ（Andrea Pininfarina）、イタリア共和国の実業家（* 1957年）
- 8月8日 - 竹本綱吉、女流義太夫（* 1905年）
- 8月8日 - 田中殖一、徳島製粉社長（* 1907年）
- 8月8日 - 久保田真苗、元日本社会党参議院議員、元経済企画庁長官（* 1924年）
- 8月8日 - 山之内秀一郎、元日本国有鉄道常務理事・東日本旅客鉄道会長・元宇宙開発事業団・宇宙航空研究開発機構理事長（* 1933年）
- 8月8日 - オービル・ムーディー、アメリカ合衆国のプロゴルファー（* 1933年）
- 8月8日 - 坂間勇、茨城大学助教授、駿台予備学校物理科講師（* 1935年）
- 8月8日 - 池永公比古、宇佐神宮宮司（* 1942年）
- 8月9日 - 呉舜文（吳舜文）、台湾の実業家、元裕隆自動車會長 (* 1913年)
- 8月9日 - マフムード・ダルウィーシュ、パレスチナの詩人（* 1941年）
- 8月9日 - バーニー・マック、アメリカ合衆国のコメディアン・俳優（* 1957年）
- 8月10日 - ハワード・ミンスキー（Howard G. Minsky）、アメリカ合衆国の映画プロデューサー（* 1914年）
- 8月10日 - 坪村宏、大阪大学名誉教授（* 1928年）
- 8月10日 - フランチシェク・ティカル（František Tikal）、チェコのアイスホッケー選手（* 1933年）
- 8月10日 - テレンス・リグビー（Terence Rigby）、イギリスの俳優（* 1937年）
- 8月10日 - アレクサンドル・スロボジャニク、ウクライナのピアニスト（* 1941年）
- 8月10日 - アイザック・ヘイズ、アメリカ合衆国の歌手・俳優（* 1942年）
- 8月10日 - 村田宗樹、神戸学院大学教授、税理士（* 1959年）
- 8月11日 - 柳岡秋夫、元日本社会党参議院議員（* 1922年）
- 8月11日 - ドン・ヘルムズ（Don Helms）、アメリカ合衆国のスティール・ギター奏者（* 1927年）
- 8月11日 - フレート・ジノヴァツ、オーストリア元首相（* 1929年）
- 8月11日 - 臼田誠人、東京大学名誉教授（* 1930年）
- 8月11日 - ジョージ・ファース（George Furth）、アメリカ合衆国の脚本家・俳優（* 1932年）
- 8月11日 - 荒勢永英、元大相撲力士、先代間垣親方（* 1949年）
- 8月11日 - アナトリー・フラパティ（Anatoly Khrapaty）、カザフスタンの重量挙げ選手・1988年ソウルオリンピック金メダリスト（* 1962年）
- 8月12日 - ジョージ・ジック（George Gick）、アメリカ合衆国の野球選手（* 1915年）
- 8月12日 - レスター・ホーガン（Lester Hogan）、アメリカ合衆国の物理学者（* 1920年）
- 8月12日 - 伊藤白潮、俳人（* 1926年）
- 8月12日 - ドナルド・アーブ（Donald Erb）、アメリカ合衆国の作曲家（* 1927年）
- 8月12日 - フランシス・ラカッサン（Francis Lacassin）、フランスの著述家（* 1931年）
- 8月12日 - 大村正榮、日本平動物園園長（* 1949年）
- 8月12日 - ジェリー・フィン（Jerry Finn）、アメリカ合衆国の音楽プロデューサー（* 1970年）
- 8月12日 - 朝野久美、シッティングバレーボール選手、2008年北京パラリンピック代表（* 1987年）
- 8月13日 - アンリ・カルタン、フランスの数学者（* 1904年）
- 8月13日 - ディノ・トソ（Dino Toso）、イタリアの自動車工学者、ルノーのスタッフ（* 1969年）
- 8月14日 - 左藤究、元神奈川県海老名市長（* 1919年?）
- 8月14日 - リタ・ローザ（Lita Roza）、イギリスの歌手（* 1926年）
- 8月14日 - 青地清二、元ノルディックスキー選手、1972年札幌オリンピックノーマルヒル（70m級）ジャンプ銅メダリスト（* 1942年）
- 8月14日 - 内藤高、比較文学者、大阪大学大学院教授（* 1949年）
- 8月14日 - パーシー・イラスキン（Percy Irausquin）、アルバ生まれ、オランダのファッションデザイナー（* 1969年）
- 8月15日 - ジェリー・ウェクスラー、アメリカ合衆国の音楽プロデューサー（* 1917年）

## （16日 - 31日）
- 8月16日 - 福岡正信、農業研究者（* 1913年）
- 8月16日 - ドリヴァル・カイミ（Dorival Caymmi）、ブラジルのシンガーソングライター（* 1914年）
- 8月16日 - 坪野米男、弁護士、元日本社会党衆議院議員（* 1920年）
- 8月16日 - 北條功、学習院大学名誉教授、経済学者（* 1923年）
- 8月16日 - ロニー・ドリュー（Ronnie Drew）、アイルランドのフォークソング歌手（* 1934年）
- 8月16日 - ジョニー・ムーア（Johnny Moore）、ジャマイカのトランペッター、スカタライツ元メンバー（* 1938年）
- 8月17日 - マニー・ファーバー、アメリカ合衆国の映画評論家・画家（* 1917年）
- 8月17日 - フランコ・センシ（Franco Sensi）、ASローマ会長（* 1926年）
- 8月17日 - 喜久亭寿楽、落語家（* 1952年）
- 8月18日 - マニー・ファーバー、画家・美術評論家・映画評論家（* 1917年）
- 8月18日 - 白川元春、第11代航空幕僚長、第8代統合幕僚会議議長（* 1918年）
- 8月18日 - パーヴィス・ジャクソン（Pervis Jackson）、アメリカ合衆国の歌手（* 1938年）
- 8月19日 - 中川浩一、茨城大学名誉教授、鉄道史研究家（* 1931年）
- 8月19日 - 山田耕嗣、放送評論家（* 1940年）
- 8月19日 - レヴィー・ムワナワサ、ザンビア大統領（* 1948年）
- 8月19日 - ジュリアス・J・キャリー3世（Julius Carry）、アメリカ合衆国の俳優（* 1952年）
- 8月19日 - リロイ・ムーア（LeRoi Moore）、アメリカ合衆国のサクソフォン奏者、デイヴ・マシューズ・バンドメンバー（* 1961年）
- 8月20日 - 趙耀東（zh:趙耀東）、元中華民国経済部部長、中国鋼鉄会長、社長（* 1916年）
- 8月20日 - 華國鋒、中華人民共和国元国務院総理（* 1921年）
- 8月20日 - 鬼頭梓、建築家（* 1926年）
- 8月20日 - フィル・ガイ（Phil Guy）、アメリカ合衆国のブルースギタリスト（* 1940年）
- 8月20日 - ジーン・アップショー（Gene Upshaw）、NFL選手、プロフットボール殿堂（* 1945年）
- 8月21日 - フレッド・クレイン（Fred Crane）、アメリカ合衆国の俳優（* 1918年）
- 8月21日 - バディ・ハーマン（Buddy Harman）、アメリカ合衆国のドラマー（* 1929年?）
- 8月21日 - ジェリー・フィン（Jerry Finn）、アメリカ合衆国の音楽プロデューサー（* 1970年）
- 8月22日 - ジェフ・マッケイ（Jeff MacKay）、アメリカ合衆国の俳優（* 1948年）
- 8月22日 - 秋本公太郎、拓殖大学レスリング部監督（* 1949年）
- 8月22日 - フランク・コーニッシュ（Frank Cornish）、アメリカンフットボール選手（* 1967年）
- 8月23日 - トーマス・ハックル・ウェーラー、アメリカ合衆国のウイルス学者、ノーベル生理学・医学賞受賞者（* 1915年）
- 8月23日 - ジミー・クリーヴランド（Jimmy Cleveland）、アメリカ合衆国のジャズトロンボーン奏者（* 1926年）
- 8月23日 - ユーリ・ノセンコ（Yuri Nosenko）、ソ連国家保安委員会メンバー（* 1927年）
- 8月23日 - スティーヴ・フォーレイ（Steve Foley）、アメリカ合衆国のドラマー（* 1959年）
- 8月24日 - リーッタ・インモネン（Riitta Immonen）、フィンランドのファッションデザイナー（* 1918年）
- 8月24日 - タッド・モーゼル（Tad Mosel）、アメリカ合衆国の脚本家（* 1922年）
- 8月24日 - 島村麻里、フリーライター（* 1956年）
- 8月25日 - ヨセフ・タール（Joseph Tal）、イスラエルの作曲家（* 1910年）
- 8月25日 - 片山仁、順天堂大学元学長（* 1923年）
- 8月25日 - ペール・ヘンリク・ノルドグレン、フィンランドの作曲家（* 1944年）
- 8月25日 - 美本龍彦、椿本チエイン社長（* 1947年）
- 8月25日 - 深浦加奈子、女優（* 1960年）
- 8月25日 - ケヴィン・ダックワース（Kevin Duckworth）、NBA選手（* 1964年）
- 8月26日 - 山本和郎、広島テレビ放送元会長（* 1930年）
- 8月26日 - 山本淳一、フランス文学者（* 1934年）
- 8月26日 - バーバラ・ウォーレン（Barbara Warren）、アメリカ合衆国の女優・トライアスロン選手（* 1943年）
- 8月27日 - 梅舒適、書家（* 1917年）
- 8月27日 - エビ・ナタン（Abie Nathan）、イスラエルの平和運動家（* 1927年）
- 8月27日 - 永田雅宜、数学者（* 1927年）
- 8月27日 - 内海カッパ、コメディアン（* 1941年）
- 8月27日 - マーク・プリーストリー（Mark Priestley）、オーストラリアの俳優（* 1976年）
- 8月28日 - スワミ・チダナンダ（Swami Chidananda Saraswati）、インドのヨーガ指導者（* 1916年）
- 8月28日 - イルハン・ベルク（İlhan Berk）、トルコの詩人（* 1918年）
- 8月28日 - フィル・ヒル、アメリカ合衆国のフォーミュラ1ドライバー（* 1927年）
- 8月28日 - 竹田大助、画家（* 1928年）
- 8月28日 - 広井てつお、漫画家（* 1950年）
- 8月29日 - 五ツ海義男、大相撲元小結（* 1922年）
- 8月29日 - ジャイシュリー・ガドカール（Jayshree Gadkar）、インドの女優（* 1942年）
- 8月29日 - ジョフリー・パーキンス（Geoffrey Perkins）、イギリスのプロデューサー（* 1953年）
- 8月30日 - エルドン・ラスバーン（Eldon Rathburn）、カナダの作曲家（* 1916年）
- 8月30日 - 小島慶三、元日本新党参議院議員（* 1917年）
- 8月30日 - トミー・ボルト、アメリカ合衆国のプロゴルファー（* 1918年）
- 8月30日 - 五十嵐豊一、将棋棋士（* 1925年）
- 8月30日 - キラー・コワルスキー、カナダのプロレスラー（* 1926年）
- 8月30日 - 小出昭一郎、物理学者（* 1927年）
- 8月31日 - ケン・キャンベル（Ken Campbell）、イギリスの作家・俳優（* 1941年）
- 8月31日 - マゴメド・エブロイエフ（Magomed Yevloyev）、イングーシ共和国のジャーナリスト（* 1971年）